# خوان خوسيه لينتس
خوان خوسيه لينتس (بالألمانية: Juan Linz)‏ (و. 1926 – 2013 م) هو عالم سياسة، ومؤرخ العصر الحديث، وعالم اجتماع، وأستاذ جامعي من ألمانيا، وإسبانيا، والولايات المتحدة، ولد في بون، وكان عضوًا في الأكاديمية الأمريكية للفنون والعلوم، والأكاديمية البريطانية، توفي في نيو هيفن، كونيتيكت، عن عمر يناهز 87 عاماً.

## التعليم
تعلم في جامعة كمبلوتنسي بمدريد.

## جوائز
حصل على جوائز منها:
- جائزة أميرة أستورياس في العلوم الاجتماعية  [لغات أخرى]‏
- بروفيسور ستيرلينغ  [لغات أخرى]‏
- جائزة أميرة أستورياس
- جائزة يوهان سكايت للعلوم السياسية
- زمالة الأكاديمية البريطانية.